# 寺沢拓敬
寺沢 拓敬（てらさわ たくのり、1982年 - ）は、日本の応用言語学者、教育社会学者。関西学院大学社会学部准教授。

## 来歴・人物
長野県塩尻市出身。東京都立大学人文学部卒業、東京大学大学院総合文化研究科博士課程単位取得退学、2013年「新制中学校英語の「事実上の必修化」成立に関する実証的検討 《国民教育》言説および社会構造の変化との連関を中心に」で博士（学術）。千葉商科大学非常勤講師、国立音楽大学非常勤講師、日本学術振興会特別研究員（PD）、オックスフォード大学ニッサン日本問題研究所客員研究員を経て現職。専門分野は言語社会学、英語教育制度とその歴史。

## 研究・主張
英語をめぐるイデオロギーの計量的分析や、英語教育における制度に関して歴史的アプローチによる分析を行う。また、外国語教育学の研究方法論に関して研究を行っている。

### ＜国民教育＞としての英語教育成立過程
中学校英語の事実上の必修化に関しては、「国民」および行政や教育研究者らがそれを推進していなかった（むしろ選択制を望んでいた）にもかかわらず成立したという事実を実証的に明らかにし、この必修化はさまざまな偶然の要因の複合的結果であると指摘している。

### 英語にかかわる言説の分析
統計を用いて、現代において英語を日常的に使用している人の割合がごくわずかであることを明らかにし、グローバル化の進展により英語のニーズが年々増えているという言説に根拠が薄いことを示した。また，そのような英語ニーズの低さが現代社会において黙殺されていることを指摘している。
ジェンダーや学歴、職種などによって、日本における英語力の獲得機会は極めて不平等であると主張。また、学歴を統制した統計的分析を用いて、「英語力」が賃金の上昇に及ぼす影響はほとんどないことを指摘している。

### 外国語教育学の方法論
日本における英語教育研究には社会学的視点に基づく研究が少ないことを指摘しており、この観点の欠如は英語教育研究の学問的自立性を損なう危険性を齎すと指摘している。

## 著書
- 『「なんで英語やるの？」の戦後史』（研究社、2014年、日本教育社会学会第6回学会奨励賞受賞[5]）
- 『「日本人と英語」の社会学』（研究社、2015年）
- 『小学校英語のジレンマ』2020 (岩波新書

### 共編著
- 『これからの英語教育の話をしよう』藤原康弘,仲潔共編 ひつじ書房 2017
- 『日本語教育はどこへ向かうのか 移民時代の政策を動かすために』牲川波都季 編著,有田佳代子, 庵功雄共著 くろしお出版 2019

## 音楽活動
東京都立大学在学時にシンガーソングライターの寺尾紗穂（寺尾も同大学出身）が率いるジャズバンド Thousands Birdies Legs のメンバーとしてデビューし、2008年までに2枚のアルバムをリリースしている。ギター担当。